# Rhagophthalmus elongatus
Rhagophthalmus elongatus är en skalbaggsart som beskrevs av Wittmer in Wittmer och Hideaki Ohba 1994. Rhagophthalmus elongatus ingår i släktet Rhagophthalmus och familjen Rhagophthalmidae. Inga underarter finns listade i Catalogue of Life.